# توماس تراهرن
كان توماس تراهرن (1636 أو 1637 – 27 سبتمبر 1674 تقريبًا) شاعرًا إنجليزيًا، ورجل دين أنجليكاني، وعالم إلهيات، وكاتبًا دينيًا. أدت الروحانية البحثية المُكثّفة في كتاباته إلى إحياء بعض أجزاء الطائفة الأنجليكانية ذكراه في 10 أكتوبر (الذكرى السنوية لدفنه في 1674) أو في 27 سبتمبر.
العمل الذي يُشتهر به تراهرن اليوم أكثر شهرته هو قرون من التأمل، وهو مجموعة من الفقرات القصيرة التي يتأمل فيها في الحياة المسيحية والكهنوتية والفلسفة والسعادة والرغبة والطفولة. نُشرت هذه المجموعة أول مرة في عام 1908 بعد أن أُعيد اكتشاف مخطوطها قبل عشرة سنوات من ذلك. نُشر شعره كذلك لأول مرة في 1903 و1910 (الأعمال الشعرية لتوماس تراهرن، بي. دي. وقصائد عن الغبطة). تتضمن أعماله النثرية التزويرات الرومانية (1673)، والأخلاق المسيحية (1675)، وتبصّر جديّ وشجيّ في بركات الرب (1699).
كثيرًا ما استغرقت كتابة تراهرن في تمجيد الخلق وما كان يراه علاقته الحميمة بالرب. تحمل كتابته حبًا متقدًا ويكاد يكون طفوليًا للرب، ويُقارن بالموضوعات المشابهة في أعمال شعراء لاحقين مثل وليم بليك ووالت ويتمان وجيرارد مانلي هوبكينز. يتردد في أعماله تعبيره عن حبه للعالم الطبيعي من خلال تناول للطبيعة يستحضر الرومانسية، وذلك قبل الحركة الرومانسية بقرنين.

## سيرته

### نشأته وتعليمه
مولد تراهرن وعمادته غير مسجلين في سجلات الأبرشية. وفقًا لعالم الآثار أنتوني أيه. وود (1632- 1695)، فقد كان «ابن صانع أحذية من هيرفورد» وُلد إما في 1636 أو 1637. يُعرّف دوبيل 1903 صانع الأحذية هذا بأنه جون تراهرن (وُلد في 1566). لكن تقول مصادر أخرى إن توماس كان ابن فيليب تراهرن (أو تريهيرن) (1568- 1645)، وهو صاحب نُزُلٍ وعمدة هيرفورد مرتين، وزوجته ماري لين.
كتب تراهرن عن طفولته، والتي تضمنت إعجابًا طبيعيًا بالعالم من حوله وتقديرًا له، في قرون من التأمل وفي شعره.
تلقى تراهرن تعليمه في مدرسة كاتدرائية هيرفورد وقُبل في كلية براسينوس بأكسفورد في 2 أبريل 1652 ليتلقى درجة البكالوريوس في 13 أكتوبر 1656. رُقي بعد خمس سنوات إلى درجة ماجستير في الآداب (أوكسون). في 6 نوفمبر 1661، وتلقى درجة بكالوريوس في اللاهوت (بي. دي.) في 11 ديسمبر 1669.

### قسوسته الكنسية
بعد تلقيه درجة البكالوريوس من أكسفورد في 1656، تلقى الرتب الكهنوتية.
في 30 ديسمبر 1657، عينه مفوضو قبول المبشرين العامين خوريًا في كريدنهيل بقرب هيرفورد، رغم أنه آنذاك لم يكُن قسًا مُرسّمًا. أُضيفت إلى سجل تعيينه ملاحظة غريبة تقول إن تراهرن كان معتمدًا على رعاية أمبيلا، كونتيسة كِنت الأرملة. شغل تراهرن هذا المنصب لعشرة سنوات.
عقب استرداد الملكية وعودة تشارلز الثاني، رُسم تراهرن قسًا في 20 أكتوبر 1660 على يد أسقف أكسفورد روبرت سكينر، في لونتون بقرب بيستر.
في 1667، صار تراهرن القسيس الخاص للسير أورلاندو بريدجمان، بارون غريت ليفر الأول، حارس ختم المملكة العظيم لدى الملك تشارلز الثاني، في تيدينغتون (بالقرب من قصر هامبتون كورت) بميدلسيكس. في أثناء إقامته هناك، توفي تراهرن يوم 27 سبتمبر 1674، بعد أن أملى وصية شفهية وجيزة على صديقه وجاره جون بيردو، والتي ترك فيها تركات لخدمه الذين اعتنوا به وترك ممتلكاته القليلة لأخيه فيليب وزوجة أخيه سوزان. في العاشر من أكتوبر 1674، دُفن في كنيسة سانت ماري بتيدينغتون، تحت طاولة القراءة بالكنيسة.

### شخصيته ونمط حياته
وُصف تراهرن بأنه «أحد أكثر الرجال تُقى وإبداعًا الذين تعرفتهم في حياتي» و «رجل ذو مزاج بهيج ومرِح... ومستعد لإسداء أصدقائه جميع الخدمات، ومتصدق على الفقراء على نحو يكاد يفوق طاقته». كان تراهرن يظن أنه يعاني من ضعف في شخصيته الاجتماعية: «علتي هي الانفتاح المفرط والنزعة إلى الكلام. عفويّ جدًا ومطواع بطبيعتي».
وفقًا لأنتوني أيه. وود، «لطالما عاش تراهرن حياة بسيطة وديّنة، وتظهر وصيته أنه لم يملك إلا القليل فيما عدا كتبه...»

## كتاباته

### تاريخ منشوراته في حياته وبُعيدها
كان تراهرن شخصية أدبية غير هامة في حياته ولم تُعرف أعماله أو تقدّر حتى وقت طويل بعد وفاته. باعتباره قسًا ريفيًا، عاش حياة تقية ومتواضعة ولم يختلط بالأوساط الأدبية. لم يُنشر في حياته إلا عمل واحد هو التزويرات الرومانية (1673). أعقبه الأخلاق المسيحية (1675) بُعيد وفاته، ولاحقًا تبصّر جديّ وشجيّ في بركات الرب (1699)، والذي نُشر على أنه عمل كتبه كاتب مجهول تُناقش شخصيته وخلفيته في مقدمة وجيزة قدمها الناشر.
عند وفاة تراهرن في 1674، ورث أخوه فيليب معظم مخطوطاته. ويظهر أنها بعد وفاة فيليب انتقلت إلى ملكية عائلة سكيب من ليدبيري بهيرفوردشاير، حيث عاشوا لمئتي سنة تقريبًا. في عام 1888 حُلت أملاك العائلة، ومع ذلك لم تعُد المخطوطات للظهور إلا بعد انقضاء عشرة سنوات.

### تاريخ النشر اللاحق
في شتاء 1896- 1897، اكتشف وليم تي. بروك من لندن بعض المخطوطات مجهولة الكاتب في «تلة من الكتب على وشك الرمي في القمامة» أو في «كشك كتب في الشارع». ظن بروك أنها ربما تكون أعمالًا مفقودة لهنري فاوغان وأراها لألكسندر غروسارت (1827- 1899)، وهو رجل دين إسكتلندي وخبير في الأدب الإليزابيثي واليعقوبي كان يعيد طباعة الأعمال النادرة. أيده غروسارت في أن المخطوطات لفاوغان وخطط لإدراجها في نسخة من أعمال فاوغان كان يجهزها للنشر. توفي غروسارت في 1899 ولم يتم الإصدار المقترح.
اشترى تشارلز هيغام، وهو بائع كتب لندني، مجموعة غروسارت بما فيها المخطوطات، وطلب من صديقه برترام دوبيل معاينتها. كان دوبيل مقتنعًا أنها ليست من أعمال فاوغان، وسرعان ما استنتج أنها لتراهرن. ضمت المخطوطات شعرًا بالإضافة إلى مجموعة من الفقرات التأملية «التي تجسد تأملات في الدين والأخلاق».
نُشرت الأعمال الشعرية لتوماس تراهرن في 1903 وقرون من التأمل في 1908. تبعتها منشورات أخرى. وُصف قرون من التأمل أخيرًا بأنه «أحد أفضل قصائد النثر في لغتنا» ولُحنت مقاطع منه تقريبًا بقدر ما لُحنت القصائد.

### المخطوطات
مخطوطة تراهرن «للقرون»، ودوبيل فوليو (والمعروفة أيضًا «بالكتاب العادي»)، و«كتاب العام للكنيسة» و«دفتر مبكر» (والمسمى أيضًا بدفتر فيليب تراهرن» محفوظة في مكتبة بودلي بأكسفورد، ومخطوطة بيرني (المعروفة أيضًا «بقصائد الغبطة») في المكتبة البريطانية بلندن، و«تأملات مختارة» في مجموعة أوزبورن في مكتبة بينيك للكتب النادرة والمخطوطات بنيو هيفن في كونيتيكيت.